# Jamnica (przedsiębiorstwo)

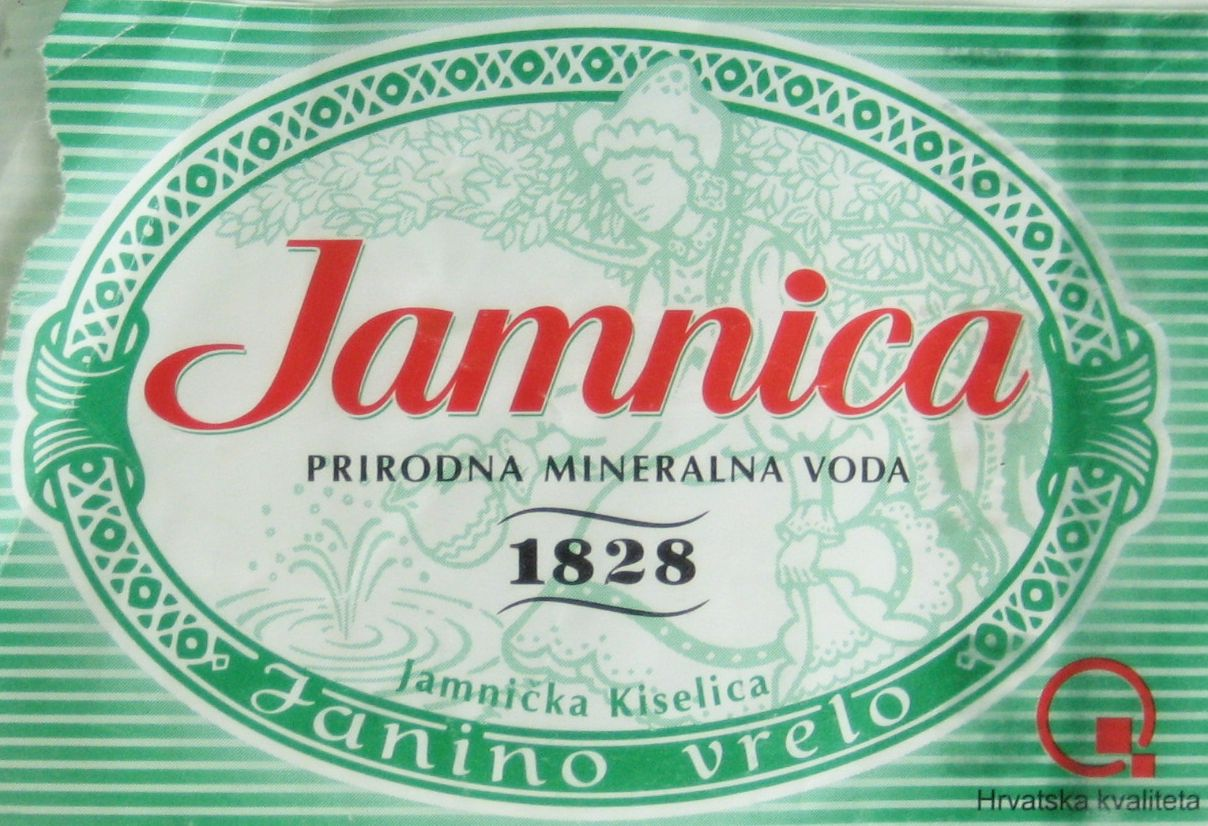
Etykieta wody mineralnej Jamnica

JAMNICA d.d. – chorwackie przedsiębiorstwo produkujące butelkowaną wodę mineralną i napoje gazowane.

## Historia
Źródło wody mineralnej Jamnicy znane było już Celtom. Jej pierwsza analiza chemiczna została przeprowadzona w 1772 roku z inicjatywy cesarzowej Marii Teresy i na tej podstawie woda uzyskała status wody mineralnej.
Produkcję butelkowanej wody mineralnej przeznaczonej do sprzedaży rynkowej rozpoczęto 18 października 1828 roku, kiedy napełniono pierwsze butelki. Miesiąc później farmaceuta Duro Augustin przeprowadził drugą naukową analizę składu wody. W 1829 roku napełniano już 5000 butelek. W tym okresie woda była sprzedawana w aptekach jako środek w leczeniu chorób przewlekłych. W 1830 roku w Jamnicy otwarto sanatorium, które funkcjonowało do 1870 roku.
Pod koniec XIX w. Jamnica została sprzedana Vilimowi Lovrenčićowi. W 1899 roku Lovrenčić zmodernizował rozlewnię, co pozwoliło na zwiększenie sprzedaży do 500 tys. butelek rocznie. Lovrenčić szeroko zastosował reklamę – plakaty oraz ogłoszenia. Dystrybucja wody odbywała się przy użyciu wozów konnych, stosowanych do lat 60. XX w. oraz taczek.
W 1926 roku źródła Jamnicy kupiły Mira Vrbanić i Margita Rottenbucher. W 1932 roku zbudowano drugie nowoczesne ujęcie wody.
Wodę butelkowano nieprzerwanie do II wojny światowej, kiedy produkcji zaprzestano. Rozlewnia wznowiła pracę w 1961 roku, kiedy źródła wody przejęła firma Agrokombinat z Zagrzebia. W 1967 roku Jamnica stała się częścią firmy Marijan Badel.
W 1990 roku firma Jamnica stała się niezależna. Podczas wojny w Chorwacji, 7 października 1991 roku, rozlewnia została ostrzelana. W wyniku działań wojennych, do lipca 1992 roku, zniszczeniu uległy linie produkcyjne, zabudowania zakładu oraz magazyny pełne butelek wody.
W 1992 roku firma została przekształcona w spółkę akcyjną, której większościowym właścicielem została firma Agrokor dd, która odbudowała zakłady produkcyjne.
We wrześniu 1993 roku zakład został ponownie ostrzelany a produkcja, po krótkiej przerwie, została wznowiona 9 listopada 1993. W latach 1993–94 zakłady przeszły modernizację a w 1995 roku firma wprowadziła nowe logo.
Od 2000 roku firma prężnie się rozwija, wprowadzając na rynek chorwacki aromatyzowane wody smakowe. Woda Jamnica pompowana jest ze źródła Jamnička Kiselica z głębokości 500 m.
Przedsiębiorstwo produkuje 400 milionów litrów w wody i napojów rocznie i jest ich największym producentem w Europie południowo-wschodniej. Firma ma rozlewnie wody Jamnica w Pisarovinie i wody Jana w miejscowości Sveta Jana oraz rozlewnie napojów gazowanych i wody Sarajevski Kiseljak na terenie Bośni i Hercegowiny a także wody Fonyodi na terenie Słowenii, Serbii i Stanów Zjednoczonych. Woda Jamnica ma bardzo silną pozycję na rynku chorwackim, jej udział to 80%. Udział wody Jana to 50%.